# إيسولاسيو دي فيوموربوت
إيسولاسيو دي فيوموربوت (بالفرنسية: Isolaccio-di-Fiumorbo)‏ هي بلدية فرنسية تقع في جزيرة كورسيكا.